# Paroldo
Paroldo (piemontesisch Paròd) ist eine Gemeinde in der italienischen Provinz Cuneo (CN), Region Piemont.

## Lage und Einwohner
Paroldo liegt rund 65 km östlich von der Provinzhauptstadt Cuneo entfernt in der Weinregion Langhe. Das Gemeindegebiet umfasst eine Fläche von 12,43 km² und hat 178 Einwohner (Stand 31. Dezember 2023).
Die Nachbargemeinden sind Ceva, Mombarcaro, Murazzano, Roascio, Sale San Giovanni und Torresina.

## Geschichte

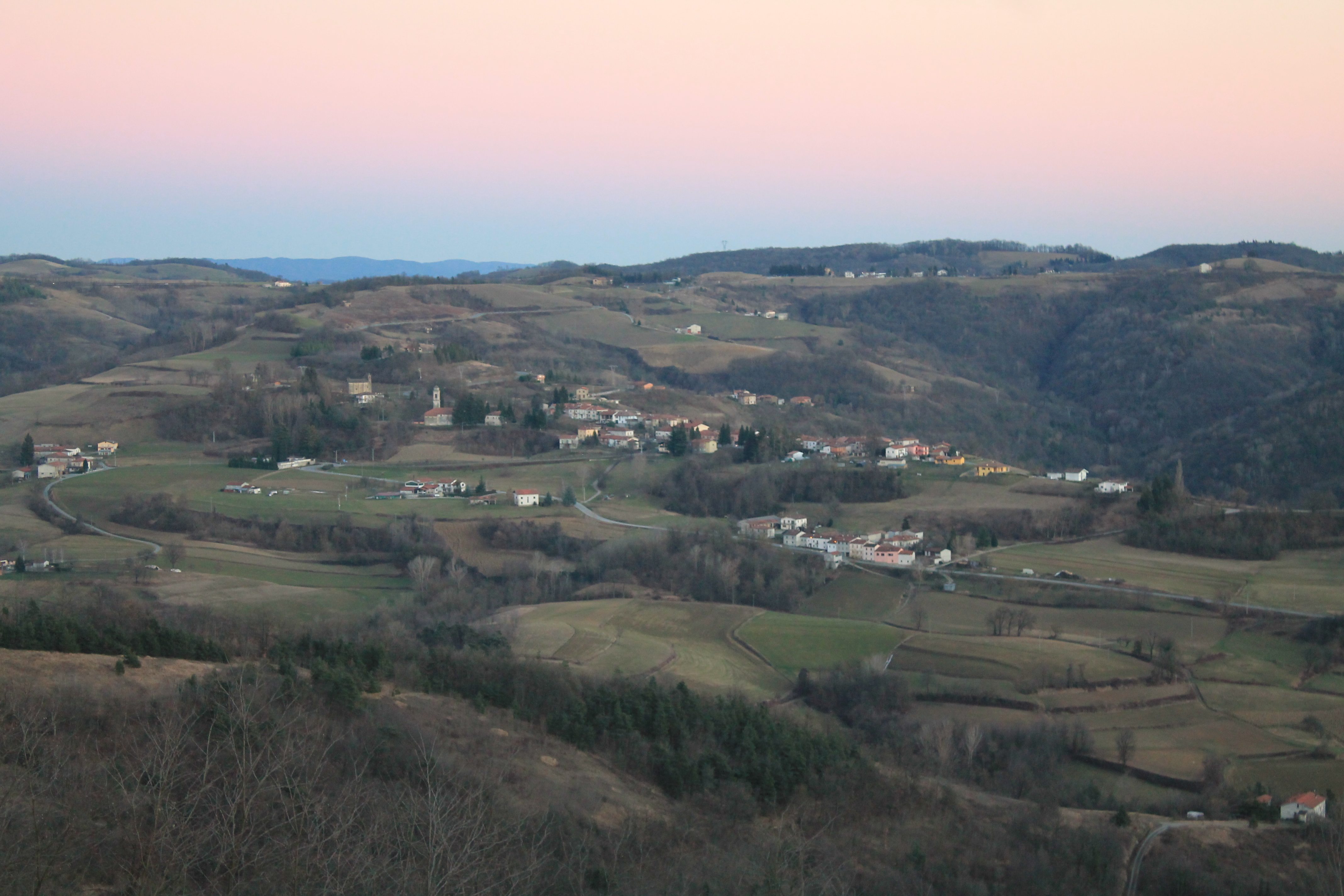
Panorama Paroldo

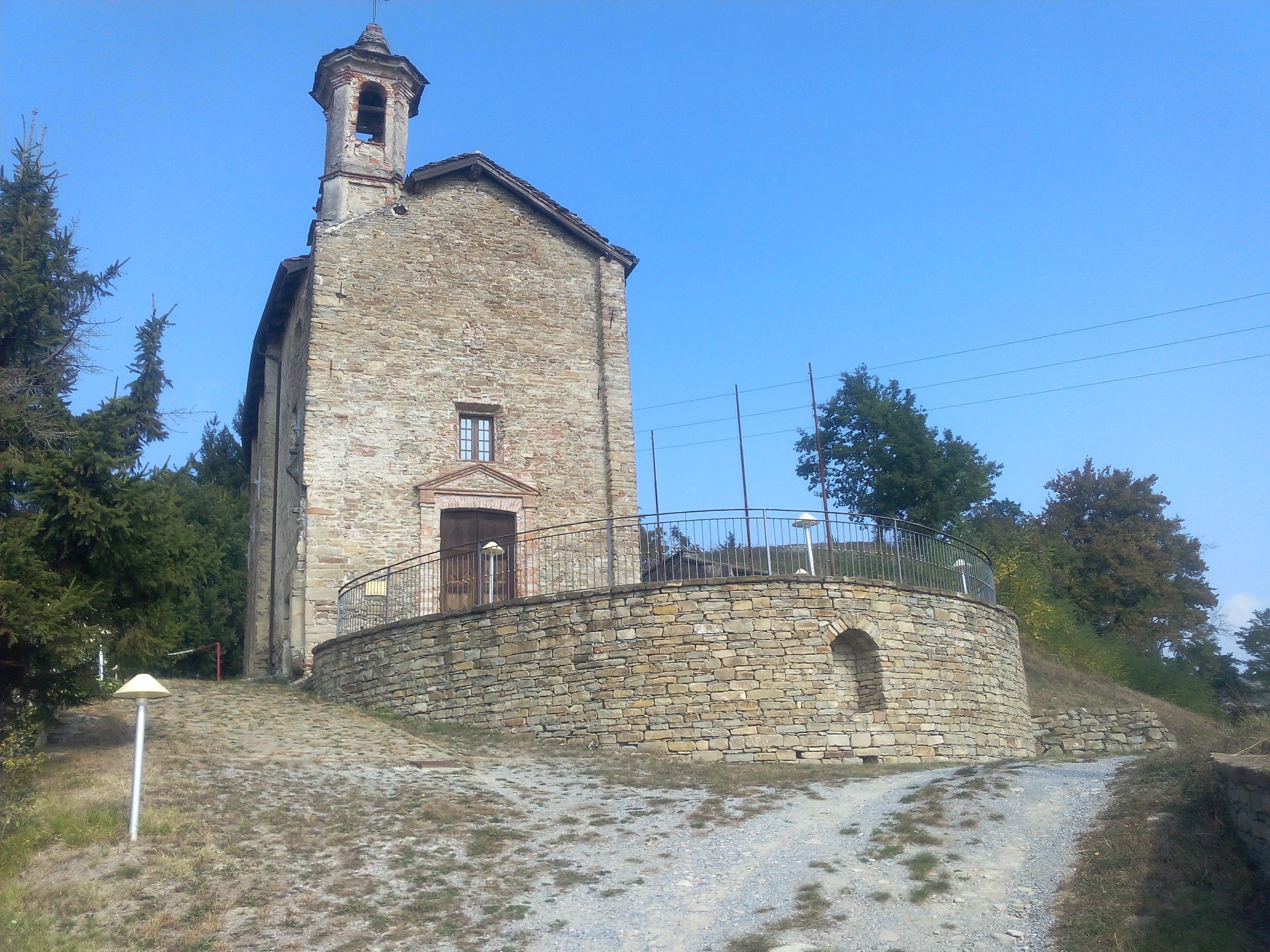
Paroldo Kapelle Annunziata

Der Ortsname Paroldo ist schwer zu identifizieren. Einige Gelehrte schlagen als Grundlage den germanischen Stab „Perold“ vor. Es ist jedoch wahrscheinlicher, dass es ursprünglich einen Eintrag mit „l“ gab, der nach lokalem Brauch zu „r“ wurde. Dies könnte eine Ableitung von „palus“ gewesen sein, die mit „palot“, was „grob“ bedeutet, und „palaut“, „palaud“, was „Tangero“ bedeutet, verglichen werden könnte.
Der erste urkundliche Beleg für die ersten historischen Ereignisse des Dorfes ist in einem kaiserlichen Diplom von Otto I. aus dem Jahr 958 enthalten, der Fund einer römischen Grabtafel lässt jedoch auf eine viel ältere Siedlungspräsenz schließen.
Ab dem frühen Mittelalter war es ein Lehen der Markgrafen von Ceva, der Visconti und dann erneut der Markgrafen Del Carretto, der Markgrafen von Saluzzo, des San Giorgio von Castellargento und schließlich der Markgrafen Coardi von Bagnasco.
Aus historisch-künstlerischer Sicht sind folgende interessant. Die Kirche San Sebastiano aus dem 10. Jahrhundert und die Pfarrkirche San Martino aus dem 16. Jahrhundert, in der sich eine wunderschöne Holzstatue befindet, die die Madonna der Schmerzen darstellt und schließlich die Kapelle der Annunziata mit Fresken aus dem Jahr 1615.
Paroldo wird auch das Dorf der Hexen genannt. Aber sie sind „gute Hexen“, Masche genannt, die mit ihren Kräften Krankheiten heilen können. Der Legende nach, treffen sich im Ortszentrum unter einem Nussbaum noch heute die Hexen.

## Kulinarische Spezialitäten
In der Umgebung von Paroldo wird Weinbau betrieben. Die Beeren der Rebsorten Spätburgunder und/oder Chardonnay dürfen zum Schaumwein Alta Langa verarbeitet werden.